# Le Prix du silence (album)
Pour les articles homonymes, voir Le Prix du silence.
Albums de La Ruda Salska
L'Art de la joie
Le Prix du silence est le premier album de La Ruda Salska, sorti en 1996 (alors distribué par Tripsichord) et réédité en 2005 (distribué par Irfan) avec en bonus le titre inédit Radio Ska.

## Liste des chansons
1. Orange
2. Stadio
3. Taper la manche
4. Le prix du silence
5. Roots ska goods
6. Unis
7. Trianon
8. See paname and die
9. Les frères Volfoni
10. Le devoir de mémoire
11. Radio Ska (titre inédit ajouté lors de la réédition de l'album en 2005)